# 施托齊根菲斯滕山

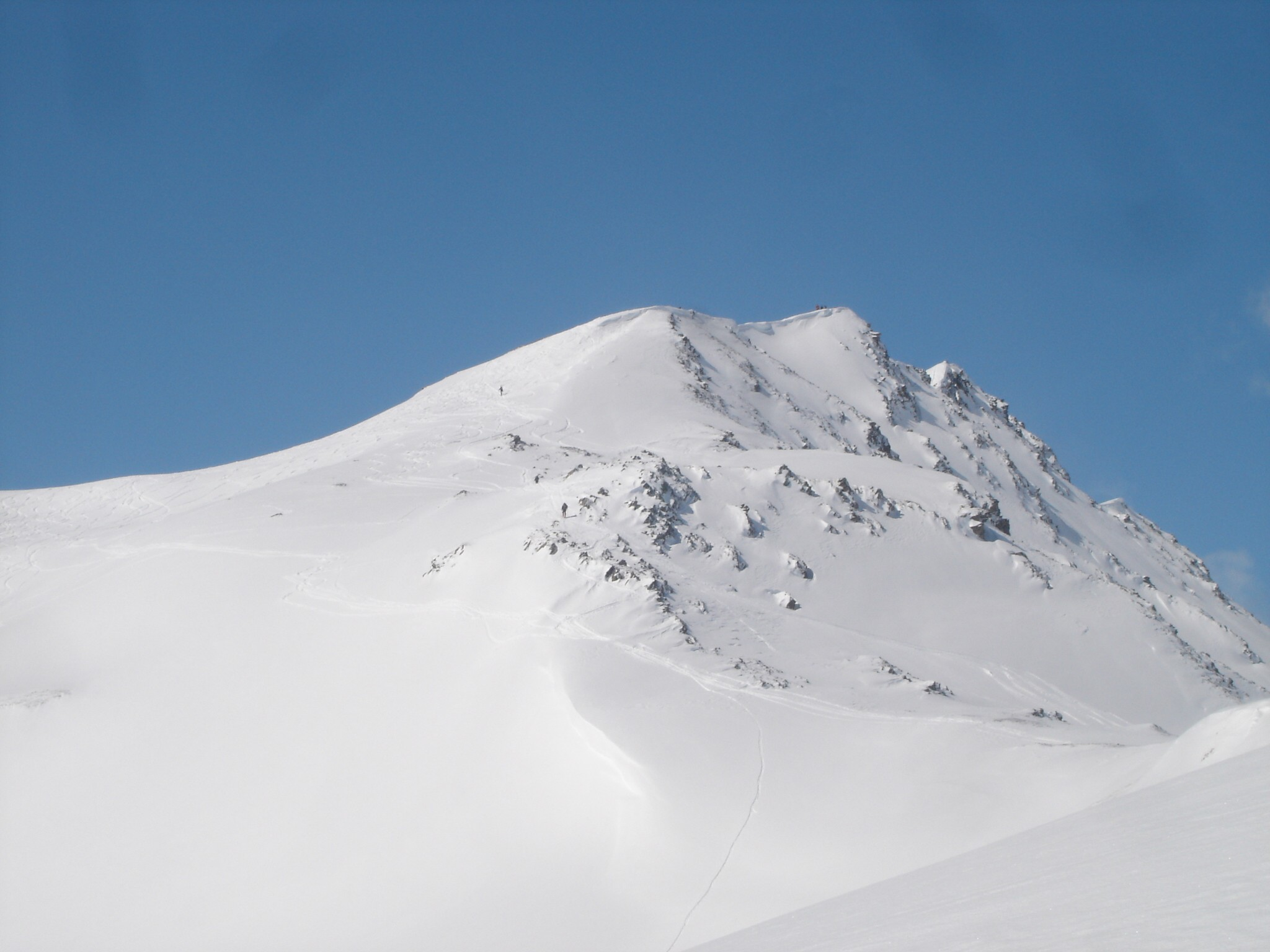

46°34′5.29″N 8°26′28.64″E / 46.5681361°N 8.4412889°E
施托齊根菲斯滕山（德語：Stotzigen Firsten），是瑞士的山峰，位於該國中部，由烏里州負責管轄，屬於提契諾阿爾卑斯山脈的一部分，海拔高度2,747米，每年平均降雨量2,465毫米。
1. ↑  .   [2020-02-11]. （原始内容存档于2008-12-08）.